# Riko Narumi
Riko Narumi  (成海 璃子, Narumi Riko), née le 18 août 1992 à Kawasaki, est une actrice japonaise.

## Filmographie

### Dramas
- Kogure Shashinkan (2013)
- Taira no Kiyomori (2012)
- Don Quixote 2011)
- BOSS 2 (2011)
- Sakuya Konohana (2010)
- Chance! (2009)
- Nadeshiko Tai (2008)
- Hachimitsu to Clover (2008)
- Juken no Kamisama (2007)
- Kaijoken Musashi (2007)
- Ichi Rittoru no Namida SP (2007)
- Enka no Joou (2007)
- Ruri no Shima SP (2007)
- Kimi ga Hikari wo Kureta (2006)
- Issho Wasurenai Monogatari Million Films (2006)
- Saigo no Nightingale (2006)
- Honto ni Atta Kowai Hanashi Yobanashi no Mado (2004)
- Kami wa Saikoro wo Furanai 2006)
- Ichi Rittoru no Namida (2005)
- Ruri no Shima (2005)
- Denchi ga Kireru Made (2004)
- Kawa, Itsuka Umi e (2003)
- Kunimitsu no Matsuri (2003)
- Wedding Planner (2002)
- Trick 2 (2002)
- Trick (2000)

### Films
- Shojotachi no Rashinban (2011)
- Shodo Girls: Watashi-tachi no Koshien (2010)
- Bushido Sixteen (2010)
- Tsumi Toka Batsu Toka (2009)
- Yamagata Scream (2009)
- Ikigami (2008)
- Kimi ni Shika Kikoenai (2007)
- Ashita no Watashi no Tsukurikata (2007)
- Shindo (2007)
- Ame no Machi (2006)
- Waters (2006)
- Yokai Daisenso (2005)
- Trick (2002)